# کارسولی
کارسولی (به ایتالیایی: Carsoli) یک کومونه در ایتالیا است که در استان لاکویلا واقع شده‌است.

## خصوصیات
کارسولی ۹۵ کیلومترمربع مساحت و ۵٬۴۸۱ نفر جمعیت دارد و ۶۱۶ متر بالاتر از سطح دریا واقع شده‌است.